# Cleistanthus pallidus
Cleistanthus pallidus är en emblikaväxtart som först beskrevs av George Henry Kendrick Thwaites, och fick sitt nu gällande namn av Johannes Müller Argoviensis. Cleistanthus pallidus ingår i släktet Cleistanthus och familjen emblikaväxter.
Artens utbredningsområde är Sri Lanka. Inga underarter finns listade i Catalogue of Life.